# Veselîi Kut, Bereznehuvate
Veselîi Kut (în ucraineană Веселий Кут) este un sat în comuna Liubomîrivka din raionul Bereznehuvate, regiunea Mîkolaiiv, Ucraina.

## Demografie
Componența lingvistică a localității Veselîi Kut
     Ucraineană (92,67%)
     Rusă (7,33%)
Conform recensământului din 2001, majoritatea populației localității Veselîi Kut era vorbitoare de ucraineană (92,67%), existând în minoritate și vorbitori de rusă (7,33%).